# Janusz Ostrowski (archeolog)
Janusz A. Ostrowski (ur. 1941) – polski archeolog, były dyrektor Instytutu Archeologii UJ.

## Życiorys
W 1965 r. ukończył studia archeologiczne, broniąc pracę magisterską Portrety fajumskie w zbiorach polskich. W latach 1965–1978 pracownik Muzeum Narodowym w Krakowie W 1975 r. uzyskał doktorat pracą Późnoantyczna plastyka sarkofagowa w zbiorach krakowskich, zaś w 1986 r. habilitował się. W 1992 roku uzyskał tytuł profesora nadzwyczajnego, zaś w 2000 roku profesora zwyczajnego. W latach 1992–1997 pełnił funkcję dyrektora Instytutu Archeologii UJ. Wypromował 4 doktorów i ok. 80 magistrów. Członek Polskiej Akademii Nauk i Polskiej Akademii Umiejętności. W swoich badaniach skupiał się m.in. na ikonografii antycznej oraz recepcji antyku w kulturze i sztuce europejskiej. Uczestnik licznych wypraw badawczych i wykopalisk, m.in. w Egipcie, Bułgarii i na Cyprze.

## Wybrane publikacje
- Między Bosforem a Eufratem. Azja Mniejsza od śmierci Aleksandra Wielkiego do najazdu Turków seldżuckich, Wrocław-Warszawa-Kraków 2005
- Personifications of Rivers in Greek and Roman Art, Kraków 1991.
- Słownik artystów starożytności, Katowice 1994.
- Starożytny Rzym. Polityka i sztuka, Warszawa-Kraków 1999.

## Odznaczenia
- Medal Komisji Edukacji Narodowej (1998)
- Krzyż Kawalerski Orderu Odrodzenia Polski (2000)